# Österreichische Vereinigung für das Gas- und Wasserfach
Die Österreichische Vereinigung für das Gas- und Wasserfach (ÖVGW) ist ein österreichischer Wirtschaftsverband.

## Geschichte

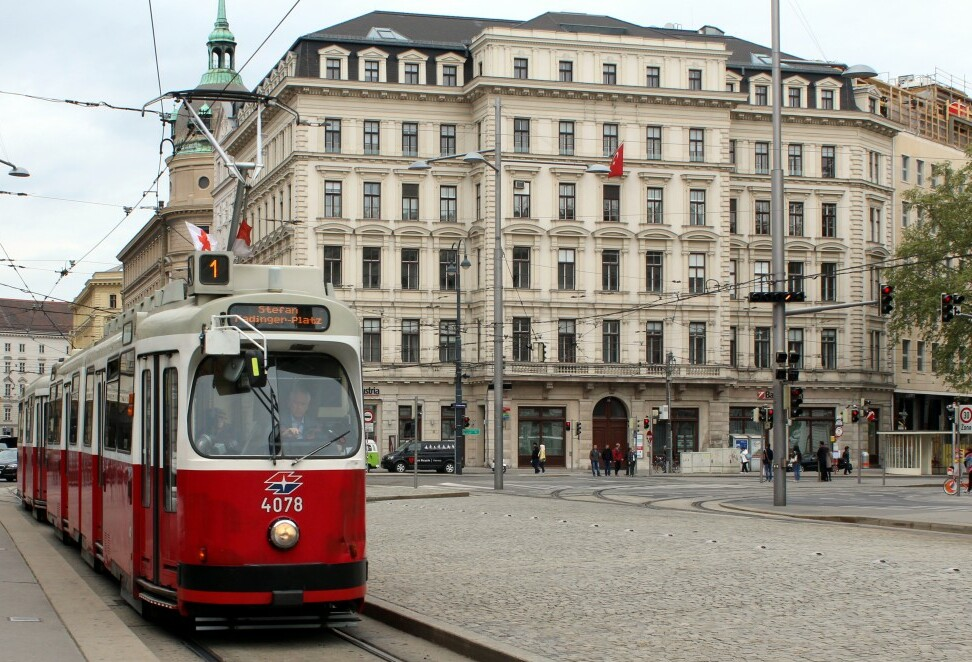
Sitz der ÖVGW am Schubertring 14, Wien

Am 13. August 1881 gründeten Vertreter der Gasindustrie in Wien den „Verein der Gas-Industriellen in Österreich-Ungarn“. Ziel war es, gegen eine geplante Gassteuer vorzugehen. Im Jahr 1896 kam das Themengebiet Wasser hinzu, im Folgejahr erfolgte die Umbenennung in „Verein der Gas- und Wasserfachmänner in Österreich-Ungarn“. 1920 wurde der Name in „Verein von Gas- und Wasserfachmännern mit dem Sitz in Wien“ geändert. Im Folgejahr erfolgte die Eingliederung als Zweigverein in den „Deutschen Verein von Gas- und Wasserfachmännern“, 1924 wurde der Vereinsname auf „Österreichischer Verein von Gas- und Wasserfachmännern“ geändert.
Nach dem Anschluss Österreichs 1938 wurde der Verein zuerst zwangsverwaltet und dann aufgelöst und in den NS-Bund Deutscher Technik (NSBDT) eingegliedert. Nach Ende des Zweiten Weltkriegs wurde der Verein im Jahr 1946 neugegründet und trägt seit 1954 den heutigen Namen.
1999 wurde die ÖVGW als Zertifizierungsstelle für Wassermeister und für Produkte zur Gas- und Wasserversorgung akkreditiert. Seit dem Gaswirtschaftsgesetz 2000 gelten ihre seit 1955 veröffentlichten Richtlinien als „Regelwerk Gas“ als Stand der Technik. Teilweise werden Richtlinien unmittelbar als ÖNORM übernommen. Zudem erstellt die ÖVGW Richtlinien für das Installationswesen.
Zu den Mitgliedern gehören unter anderem über 200 Wasserversorgungsunternehmen, sämtliche Gasnetzbetreiber, Speicherunternehmen, Verteilergebietsmanager sowie Hersteller und Vertreiber von Produkten.
Die ÖVGW versteht sich als freiwillige Branchenvertretung, während die gesetzliche Interessensvertretung in Österreich der Fachverband der Gas- und Wärmeversorgungsunternehmungen (FGW) übernimmt. Die Geschäftsstellen der beiden Organisationen haben allerdings dieselbe Adresse und es arbeiten dort weitgehend dieselben Personen.

## Vereinszeitschrift
Die ÖVGW begründete 1881 die Vereinszeitschrift Journal für Gas-Industrie, die nach mehreren Namensänderungen seit 2004 FORUM Gas Wasser Wärme heißt und gemeinsam mit dem Fachverband der Gas- und Wärmeversorgungsunternehmungen (FGW) herausgegeben wird.